# ナタリー・ナカセ
ナタリー・ミツエ・ナカセ（Natalie Mitsue Nakase、1980年4月18日 - ）は、アメリカ合衆国カリフォルニア州アナハイム出身のプロバスケットボール選手・指導者。日系アメリカ人三世。現在はWNBA・ラスベガス・エーシズのアシスタントコーチを務めている。

## 経歴

### 生い立ち
カリフォルニア州アナハイムで三姉妹の末っ子として生まれ、姉の影響でバスケを始める。マリーナハイスクールに通い、1998年、チームはカリフォルニア州インタースコラスティック連盟(CIF)のサザンセクション初優勝を果たした。ロサンゼルスタイムズとオレンジカウンティレジスターによって1998年オレンジ郡 (カリフォルニア州)年間最優秀選手に選ばれた

### カレッジ
NCAAの名門・UCLAに入学する直前、高校の試合で大怪我を負ったが、大学でそれを乗り越えてレギュラーの座を獲得し、主将も務めた 。2002 年、キャリア最高の1試合平均7.9得点と5.1 アシストを記録し、パシフィック10カンファレンスのオールカンファレンスプレーヤーに選出された。

### プロキャリア
卒業後は独立リーグのNWBLでプロとなる。リーグ初のアジア系アメリカ人選手だった。NWBLはWNBAとはシーズンが逆、すなわち日本のWJBL同様秋春制のリーグであった。2005年にサンノゼ・スパイダース、2006年にサンディエゴシージに加入。
NWBLは2007年に解散したため、その後はドイツ1部のHerne TCで1シーズンプレーした後に現役引退。

### 指導者
2008-09シーズン途中、同じドイツ1部リーグのヴォルフェンビュッテル・ワイルドキャッツのヘッドコーチとして指導者に転じる。就任時に同チームは2部降格の危機にあったが、1部残留に成功。翌2009-10シーズンも指揮を執った後、退任。
2010年、主に観光目的で来日。その際、同郷の牧ダレン聡が所属していたbjリーグの東京アパッチやNCAA同期のウィリアム・ナイトが所属していた浜松・東三河フェニックスの練習を見学したことがきっかけで、東京アパッチのアシスタントコーチに就任し、元NBAコーチのボブ・ヒルのもと対戦相手のスカウトレポートを作成した。
2011年3月、東日本大震災でチームが活動を休止したため、翌2011-12シーズンより埼玉ブロンコスに移り、ヘッドコーチであるディーン・マーレイの下、アシスタントコーチに就く。しかし11月20日、契約違反によりマーレイがチームから出場停止処分を受けたため、ヘッドコーチ代行として指揮を執る。その後24日にマーレイは解任され、ナカセが後任のヘッドコーチに昇格した。bjリーグ史上初の女性ヘッドコーチであった。2012年1月にさいたまスーパーアリーナで開催されたbjリーグオールスターゲームではイーストチームのヘッドコーチを務めた。埼玉はこのシーズン、16勝36敗、東地区最下位となる10位で終えた。チームはナカセとの契約を更新せず、ナカセは2012年契約満了のため退任した。
退任後はNBAのヘッドコーチを目指すためアメリカに帰国し、ロサンゼルス・クリッパーズにビデオコーディネイターとして就職。2014年7月のサマーリーグではクリッパーズのアシスタントコーチを務めたが、これはNBAでベンチ入りした最初の女性コーチの事例となっている。
2017-18シーズン、ボブ・ヒルの息子であるケイシー・ヒルのもとクリッパーズ傘下のNBAゲータレード・リーグチーム、アグアカリエンテ・クリッパーズでアシスタントコーチを務めた。
2018-19シーズンにはクリッパーズの選手育成アシスタントコーチに就任してNBAの本シーズンでベンチ入りした4人目の女性コーチとなり、その後3シーズンに渡りこれを務めた。
2021シーズンには再びアグア・カリエンテ・クリッパーズでアシスタントコーチに就任した。

## タイトル・受賞
2013年5月6日、アメリカ政府から、地域社会で主導的な役割を果たした「変革の闘士」として表彰された。